# スーパーリーグ (オーストラリア)
スーパーリーグ（英: Super League）は、1997年の1シーズンのみオーストラリアとニュージーランドにおけるプロ競技会を実行したオーストラリアのラグビーリーグフットボール統括団体である。ヨーロッパのスーパーリーグと共に、スーパーリーグ戦争の間にニューズ・コーポレーションによって作られた。ニューズ・コーポレーションがオーストラリアにおけるラグビーリーグの有料テレビ放映権の購入に失敗した後にスーパーリーグ戦争が勃発した。2年間の法廷闘争の後、1997年にはスーパーリーグおよびライバルのオーストラリアンラグビーリーグ（ARL）競技会が同時に行われた。1998年に2つは合併してナショナルラグビーリーグ（NRL）が設立された。

## 歴史
スーパーリーグ戦争は1990年代中頃に起こったオーストララシアの最上位ラグビーリーグフットボール競技会の放映権と支配権に関する企業間紛争であり、ルパート・マードック率いるニューズ・コーポレーションが支援するスーパーリーグとケリー・パッカー率いるオプタス・テレビジョンが支援するオーストラリアンラグビーリーグとの間で法廷内外で争われた。既に存在していたARLは新リーグの設立を阻止するため多くの訴訟を起こしたが、スーパーリーグはARLから複数のクラブを引き抜き、1997年にARLと平行して1シーズンを開催した。このシーズンの終わりにあたり、和平協定に至り、両リーグは合併して今日のナショナルラグビーリーグが設立された。

## チーム
スーパーリーグには10クラブが参加した。そのうち8クラブは以前はオーストラリアンラグビーリーグでプレーしたクラブで、2クラブは新設クラブであった。
|            |
| アデレード |

|              |
| オークランド |

|            |
| ブリスベン |

|            |
| キャンベラ |

|              |
| カンタベリー |

|          |
| クロヌラ |

|          |
| ハンター |

|                        |
| ノースクイーンズランド |

|          |
| ペンリス |

|        |
| パース |

## スーパーリーグ競技会

### テルストラ杯
テルストラ杯は18回戦で行われた10チームによる競技会である。レギュラーシーズンはブリスベン・ブロンコズが14勝を挙げマイナープレミアシップを手にした。グランドファイナルはブリスベンの本拠地ANZスタジアムにおいて58,912人の観客の前でプレーされた。ブロンコズはシャークスを26対8で破り、3度目のプレミアシップを勝ち取った。
各階級の優勝クラブ
- 第1階級/シニア階級: ブリスベン・ブロンコズ
- 第2階級/リザーブ階級: カンタベリー・ブルドッグズ
- 第3階級/U-19: ペンリス・パンサーズ
- 第4階級/U-17: ブリスベン・ブロンコズ

### トライシリーズ
スーパーリーグ・トライシリーズはニューサウスウェールズ州選抜、ニュージーランド選抜、クイーンズランド州選抜の間で争われた。1回戦総当たり方式で、上位2チームがファイナルをプレーした。ANZスタジアムで行われたファイナルではニューサウスウェールズがクイーンズランドを23対22で破った。

### 国際試合
1997年、スーパーリーグ・オーストラリア代表はニュージーランド代表と2試合を行った（結果は1勝1敗）。シーズン終了後、オーストラリアはイギリスと3試合のテストシリーズをプレーした（結果は2勝1敗でオーストラリアの優勝）。これらの試合はニュージーランドラグビーリーグおよびイングランドのラグビーフットボールリーグによってテストマッチと見なされているものの、オーストラリアンラグビーリーグには認められていない。
ニューズ・コーポレーションがオーストラリア国外のほとんどのラグビーリーグ団体と契約したため、ARLは国際試合を行うことができなくなった。ARLは、ARLのクラブと契約しているニュージーランド人選手からなるチームとの試合を行おうとしたが、ニュージーランドラグビーリーグはARLによる「テスト」、「代表チーム（Representative Team）」、「ニュージーランド」、「オールゴールズ（All Golds）」という用語の使用を差し止める命令を連邦裁判所から引き出した。ARLは代わりに1997年7月にパプアニューギニア代表およびフィジー代表とのテストマッチと、さらに世界のその他の地域（Rest of the World）チームとのテストマッチを行った。
1997年は、パシフィック・カップの代わりにオセアニア・カップがスーパーリーグによって運営された。この競技会はクック諸島、フィジー、トンガ、ニュージーランドマオリ、ニュージーランドXIII、パプアニューギニアによって競われた。決勝ではニュージーランドXIIIがニュージーランドマオリを20対15で破った。

### ワールドクラブチャレンジ
1975年から断続的に開催されてきたワールドクラブチャレンジは1997年に拡大され、オーストラリアのスーパーリーグの全10クラブとヨーロッパのスーパーリーグの全12クラブが対戦した。ヨーロッパのチームは83試合中わずか8勝しか挙げることができなかった。この大会はオーストラリアでは不人気で、観客の少なさと高い渡航費用のため6百万ドルの赤字となった。エリクソン・スタジアム（オークランド）で行われた決勝ではブリスベン・ブロンコズがハンター・マリナーズを36対12で破って優勝した。

### スーパーリーグ・チャレンジカップ
スーパーリーグ・チャレンジカップ競技会はオーストラリア首都特別地域、ノーザンテリトリー州、南オーストラリア州、西オーストラリア州の間でプレーされた。1997年5月19日（ANZスタジアム、ブリスベン）に首都特別地域チームがノーザンテリトリーチームを40対14で破り優勝した。

### ワールドナインズ
1996年と1997年、9人制ラグビーリーグの大会であるスーパーリーグ・ワールドナインズが開催された。1997年大会はスポンサー名を冠して「ゲータレード・スーパーリーグ・ワールドナインズ」と呼ばれた。この大会はARLのワールドセブンズの代替として開催された。
1996年大会は2月22日から24日にかけてフィジー、スバで開催された。ニュージーランドが優勝した。1996年大会ではラグビーリーグの試合のためにビデオレフリーが初めて使われた。1997年大会は1月31日から2月2日にかけてクイーンズランド州タウンズビルで開催され、ニュージーランドが2連覇を果たした。

### スーパーリーグ（ヨーロッパ）
ラグビー・フットボール・リーグがニューズ・コーポレーションと契約したため、ヨーロッパの12クラブ（イングランドの11クラブとフランスの1クラブ）によって1996年にスーパーリーグが始まった。

## 遺産
スーパーリーグはオーストラリアにおけるラグビーリーグに対する一般大衆の認識とその財政状態に損害を与えたものの、スーパーリーグが導入した数多くの概念が21世紀に入っても残っている。

### ANZACテスト
オーストラリアとニュージーランドとの定期開催のテストマッチに加えて、ANZACテストがスーパーリーグによって導入された（ANZACは第一次世界大戦時に作られたオーストラリア・ニュージーランド軍団 Australian and New Zealand Army Corpsの略称）。多くの人々がスポーツ選手と兵士を比較するのは不適切であると考えたため、当時ANZACという単語の使用に対していくつかの論争があった。21世紀の始めには毎年のスケジュールから落とされたものの、2004年に復活して2017年まで毎年開催された。

### ナイト・グランドファイナル
NSWRLおよびARLのグランドファイナルは伝統的に土曜日の午後（1980年まで）あるいは日曜日の午後（1981年から）にプレーされていたが、スーパーリーグ・テルストラ杯グランドファイナルはブリスベンにおいて土曜日の夜にプレーされた。ニューサウスウェールズ州における翌日の祝日に合わせて、2001年からNRLは土曜日の日曜日の夜にグランドファイナルを開催している。
ナイン・ネットワークにおける視聴率の成功にかかわらず、このスケジュールは、ファンが（特にグランドファイナルバーベキューと共に）より楽しむためにグランドファイナルの日曜日午後開催が重要であると考える伝統主義者を苦しめ続けている。

### ビデオレフリー
1996年のスーパーリーグ・ワールドナインズにおいて、ビデオレフリーが初めて使われた。NRLは1998シーズンにビデオレフリーを導入した。

### ルール変更
スーパーリーグ戦争の間、スーパーリーグとARLの両方で数多くのルール変更が行われ、それらはNRLによって採用されてきた。スーパーリーグが行なった革新としては、
- ゼロタックルルール
- タッチから20メートル離れて組むスクラム

人気のある40/20ルールはARLが1997シーズンに導入しNRLによって採用され、現在も有効である。このルールの下では、自陣40メートル以内から攻撃チームが蹴ったボールがグラウンドに触れた後に相手陣20メートル以内のサイドラインを横切ってタッチに出た場合、攻撃チームがスクラムにボールをフィードする権利を得るというものである。以前は守備側がスクラムの権利を得ていた。

### 推薦文献
- Colman, Mike (1996). Super League: The Inside Story. Pan Macmillan Australia Pty Ltd. ISBN 0-330-35863-4
- Gallaway, Jack (2001). The Brisbane Broncos: The Team To Beat. University of Queensland Press. ISBN 0-7022-3275-0
- Jon, A. Asbjorn (1997). 'Professional Sport and Popular Culture', in Australian Folklore 12. University of New England. ISBN 1-86389-461-6
- "How The War Unfolded", Sydney Morning Herald, 26 March 2005
- "Channel Nine and Fox extend NRL rights", Sydney Morning Herald, 1 July 2005
- "News plotter used NRL spot to outbid C7", Sydney Morning Herald, 14 September 2005
- "PBL Buys 25% of Foxtel", Australian Cybermalls News, 30 October 2005
- Leeming, Mark (1996) "The Super League Case", Australian Parliamentary Library Research Paper No. 23, 1996